# ديفيد إغان
ديفيد إغان (بالإنجليزية: David Egan)‏ هو مغني ومغن مؤلف أمريكي، ولد في 20 مارس 1954، وتوفي في 18 مارس 2016.

## وصلات خارجية
- ديفيد إغان على موقع IMDb (الإنجليزية)
- ديفيد إغان على موقع ميوزك برينز (الإنجليزية)
- ديفيد إغان على موقع ديسكوغز (الإنجليزية)